# Dissident Aggressor
 Dissident Aggressor  é uma canção da banda de heavy metal britânica Judas Priest, sendo a faixa de encerramento do disco Sin After Sin de 1977.  Em abril do mesmo ano, saiu como single do disco exclusivamente para o mercado, embora outros países tenham-na como lado B do single "Diamonds & Rust".
Após seu lançamento, a banda nunca havia tocado a faixa ao vivo até o ano de 2008, quando a gravaram para seu disco ao vivo A Touch of Evil: Live, lançado no ano seguinte. Dessa versão ao vivo, foi nomeada para o Prêmio Grammy de 2010 na categoria Melhor Performance de Metal, da qual saiu vitoriosa. É tocado agressivamente em duas guitarras em um ritmo rápido; o baixo e a bateria são pesados, e os vocais são gritados em tom agudo. A música apresenta o que a Rolling Stone descreve como "riffs de guitarra intensos", e os guitarristas K. K. Downing e Glenn Tipton trocam solos na música.A Rolling Stone descreve ainda a música como um "épico apocalíptico".

## Faixas
| N.º | Título                | Compositor(es)           | Duração |  |
| 1.  | "Dissident Aggressor" | Halford, Tipton, Downing | 3:07    |  |
| 2.  | "Diamonds & Rust"     | Joan Baez                | 3:28    |  |